# Mathigiri
Mathigiri é uma panchayat (vila) no distrito de Dharmapuri, no estado indiano de Tamil Nadu.

## Demografia
Segundo o censo de 2001,  Mathigiri  tinha uma população de 8049 habitantes. Os indivíduos do sexo masculino constituem 51% da população e os do sexo feminino 49%. Mathigiri tem uma taxa de literacia de 71%, superior à média nacional de 59.5%: a literacia no sexo masculino é de 76% e no sexo feminino é de 65%. Em Mathigiri, 14% da população está abaixo dos 6 anos de idade.